# Mistrzostwa Świata IBSF 2024
Mistrzostwa Świata IBSF 2024 – 67. edycja mistrzostw świata w bobslejach i skeletonie, która odbywała się w dniach 17 lutego – 3 marca 2024 w niemieckim Winterbergu. Ich organizatorem była IBSF. Podczas zawodów rozegranych zostało łącznie siedem konkurencji. Areną zawodów była Veltins-Eis Arena. 

## Medaliści i medalistki
Bobsleje
| Konkurencja      | Złoto                                                                            | Rezultat | Srebro                                                                       | Rezultat | Brąz                                                                | Rezultat |
| Dwójki kobiet    | Niemcy Lisa Buckwitz · Vanessa Mark                                              | 3:43,99  | Niemcy Laura Nolte · Deborah Levi                                            | 3:44,04  | Niemcy Kim Kalicki · Leonie Fiebig                                  | 3:44,27  |
| Dwójki mężczyzn  | Niemcy Francesco Friedrich · Alexander Schüller                                  | 3:38,27  | Niemcy Adam Ammour · Issam Ammour                                            | 3:38,61  | Niemcy Johannes Lochner · Georg Fleischhauer                        | 3:38,74  |
| Czwórki mężczyzn | Niemcy Francesco Friedrich · Thorsten Margis · Alexander Schüller · Felix Straub | 3:34,10  | Niemcy Johannes Lochner · Florian Bauer · Erec Bruckert · Georg Fleischhauer | 3:34,98  | Niemcy Adam Ammour · Issam Ammour · Benedikt Hertel · Rupert Schenk | 3:35,31  |
| Monoboby kobiet  | Laura Nolte                                                                      | 3:54,77  | Elana Meyers-Taylor                                                          | 3:54,94  | Lisa Buckwitz                                                       | 3:55,00  |

Skeleton
| Konkurencja      | Złoto                                      | Rezultat | Srebro                                         | Rezultat | Brąz                                   | Rezultat |
| Kobiety          | Hallie Clarke                              | 3:51,27  | Kim Meylemans                                  | 3:51,49  | Hannah Neise                           | 3:51,53  |
| Mężczyźni        | Christopher Grotheer                       | 3:44,91  | Matt Weston                                    | 3:45,14  | Yin Zheng                              | 3:45,92  |
| Drużyny mieszane | Niemcy Hannah Neise · Christopher Grotheer | 1:59,09  | Wielka Brytania Tabitha Stoecker · Matt Weston | 1:59,21  | Niemcy Jacqueline Pfeifer · Axel Jungk | 1:59,31  |

## Klasyfikacja medalowa
*   Gospodarz ( Niemcy)
| Miejsce | Reprezentacja     | Złoto | Srebro | Brąz | Razem |
| ------- | ----------------- | ----- | ------ | ---- | ----- |
| 1       | Niemcy*           | 6     | 3      | 6    | 15    |
| 2       | Kanada            | 1     | 0      | 0    | 1     |
| 3       | Wielka Brytania   | 0     | 2      | 0    | 2     |
| 4       | Belgia            | 0     | 1      | 0    | 1     |
| 4       | Stany Zjednoczone | 0     | 1      | 0    | 1     |
| 6       | Chiny             | 0     | 0      | 1    | 1     |
| Razem   | Razem             | 7     | 7      | 7    | 21    |